# الغموض المريح
الغموض المريح الذي يشار إليه أيضًا بـ "cozies"، هو نوع فرعي من أدب الجريمة الذي يتخلله الجنس والعنف خلف الكواليس، يوجد فيها محقق ولكنه محقق هاوٍ وتحدث الجريمة ويُكشف أمرها في مجتمع صغير اجتماعي متقارب. يتناقض الغموض المريح بذلك مع أدب الجريمة القاسي؛ حيث يكون العنف والجنس الصريح أكثر أهمية في القصة. تم تصنيف مصطلح "المريح" لأول مرة في أواخر القرن العشرين عندما انتج مختلف الكتاب أعمال بهدف إعادة إحياء العصر الذهبي لأدب الجريمة.

## الشخصيات
المحققون في مثل هذه القصص عادة ما يكونون هواة وكثيرًا ما يكونون نساء، إلا أن الشرطي القروي هامش ماكبيث الذي يظهر في سلسلة روايات للكاتبة إم. سي. بيتون هو استثناء ملحوظ. هؤلاء الشخصيات عادة ما يتمتعون بتعليم جيد، وحس بالذكاء ويمتلكون وظائف تجعلهم في اتصال مستمر مع سكان المجتمع والمنطقة المحيطة بهم (مثل مقدم الطعام وصاحب النزل وأمين المكتبة والمعلم ومدرب الكلاب وصاحب المتجر والصحفي)، على غرار المحققين الهواة الآخرين فإنهم عادةً ما يكون لديهم اتصال بقوات الشرطة مما يمكنهم من الحصول على معلومات هامة حول القضية المطروحة ولكن الاتصال عادة ما يكون زوجًا أو عشيقًا أو صديقًا أو فردًا من العائلة بدلاً من زميل سابق، يُنظر إلى المحققين في قصص الغموض المريح عمومًا على أنهم مُتطفلون خاصةً إذا كانوا من النساء في منتصف العمر أو كبار السن، بالتالي يُتركون أحرارًا في التنصت وجمع الأدلة واستخدام ذكائهم الأصلي و"إحساسهم" البديهي بالديناميكيات الاجتماعية للمجتمع لحل الجريمة.
عادةً ما يكون القتلة في قصص الغموض المريح ليسوا مختلين عقليًا ولا قتلة متسلسلين وبمجرد الكشف عنهم يتم عادةً احتجازهم دون عنف، قد يكونون أيضًا أعضاء في المجتمع الذي يحدث فيه الجريمة وقادرين على الاختباء بصورة علنية وغالبًا ما تكون جذور دوافعهم - الجشع والغيرة والانتقام في أحداث تعود إلى سنوات أو حتى أجيال، عادةً ما يكون القتلة عقلانيين وغالبًا ما يكونون بارعين في الكلام مما يمكّنهم من شرح دوافعهم أو توضيحها بعد الكشف عنهم.
تُرسم الشخصيات الداعمة في الغموض المريح على نطاق واسع جدًا وتستخدم كإغاثة كوميدية، يؤدي تراكم مثل هذه الشخصيات في سلسلة طويلة من قصص الغموض المريح، مثل تلك التي كتبها شارلوت ماكلويد إلى إنشاء مجموعة من غريبي الأطوار ويبرز من بينهم المحقق باعتباره الشخص الأكثر عقلانية وربما الوحيد.
إحدى النكات الخفية في مثل هذه المسلسلات هي كيف أن الشخصية الرئيسية تتورط باستمرار في العديد من القضايا المهمة غالبًا عن طريق الصدفة، نكتة تعود لفترة طويلة حول سلسلة "كتبت جريمة قتل" كانت عن كيفية أن الشخصية الرئيسية/المحققة (جيسيكا فليتشر) يجب أن تكون القاتلة الفعلية في كل قضية لأنه "بغض النظر عن المكان الذي تذهب إليه يموت شخص ما".

## المحتوى
قصص الغموض المريح لا تستخدم سوى أبسط أنواع الألفاظ النابية، تقع الجرائم خارج المسرح وغالبًا ما تتضمن طرقًا غير دموية نسبيًا مثل التسمم والسقوط من ارتفاعات عالية، لا يتم التركيز أبدًا على الجروح التي يتعرض لها الضحية ونادرًا ما تستخدم كأدلة. يتواجد النشاط الجنسي حتى بين الشخصيات المتزوجة ويكون عبارة عن إيحاءات طفيفة ولا يتم التطرق إليه مباشرة وغالبًا ما يتم تجنب الموضوع تمامًا.
عادة ما تدور أحداث الغموض المريح في بلدة أو قرية أو أي مجتمع صغير (أو معزول) بما يكفي لجعل من الممكن تصديق أن جميع الشخصيات الرئيسية تعرف بعضها البعض، قد يكون لديهم علاقات اجتماعية طويلة المدى، عادةً ما يكون المحقق الهاوي شخصًا اجتماعيًا ومحبوبًا وقادرًا على جعل أفراد المجتمع يتحدثون بحرية عن بعضهم البعض. يوجد عادةً شخصية واحدة على الأقل في الكتاب تتمتع بمعرفة كبيرة وفضولية وموثوقة وهي على دراية بالتاريخ الشخصي والعلاقات بين كل شخص في البلدة، كما لديها قدرتها على ملء الفراغات في اللغز بالتالي تمكن المحقق الهاوي من حل القضية.
تتميز سلسلة روايات الغموض المريح غالبًا بعنصر موضوعي بارز يتم تقديمه بواسطة وظيفة المحقق أو حيوانه الأليف أو هوايته. على سبيل المثال تدور روايات ديان موت ديفيدسون حول الطهي، ورواية بارنيل هال حول الكلمات المتقاطعة وسلسلة "سارة كيلينغ" التي كتبتها شارلوت ماكلويد حول الفن، تركز السلاسل الأخرى على موضوعات مثل الصيد والجولف والمشي لمسافات طويلة والأزياء والتحف الأثرية والديكور الداخلي، يُمثل عشاق القطط بشكل جيد بين صفوف المحققين في روايات الغموض المريح ولا سيما في أعمال ليليان جاكسون براون وريتا ميا براون؛ كما يظهر العديد من عشاق الأعشاب الطبية بشكل متكرر (حيث يعتبر أشهرهم البحث التاريخي لإيليس بيترز عن الراهب كادفايل في العصور الوسطى). يوجد أيضًا سلاسل من الغموض المريح يتناول موضوعات عن عيد الميلاد وعيد الفصح وغيرها من الأعياد.
في حين أن تقليل التركيز على الجنس والعنف والتركيز على حل الألغاز بدلاً من التشويق وإعداد بلدة صغيرة والتركيز على هواية أو مهنة وبالرغم أنها عناصر مميزة لروايات الغموض إلا أن حدود هذا النوع الفرعي لا تزال غامضة.

## أمثلة على هذا النوع

### الأدب
- روايات "عمة ديميتي" لنانسي أثيرتون تتميز بالشخصية الأمريكية لوري شيبارد التي استقرت في قرية إنجليزية بفضل ميراث من "العمة" ديميتي (صديقة قديمة لوالدتها الراحلة). تتواصل ديميتي مع لوري عن طريق دفتر يوميات سحري للمساعدة في حل الألغاز التي تتضمن لورى وجيرانها.
- سلسلة "القط الذي..." للكاتبة ليليان جاكسون براون بدأت كسلسلة ألغاز غامضة "قاسية"في أواخر الستينات من القرن الماضي لكنها تحولت إلى غموض مريح عندما استأنفت الكاتبة كتابتها لها بعد ما يقرب من 20 عامًا.
- كتبت ريتا ماي براون ثلاث سلاسل من الروايات الغامضة المريحة:
- سلسلة روايات صيد الثعالب الغامضة التي تدور أحداثها في فرجينيا، تضم "الأخت جين" أرنولد وهي سيدة تبلغ من العمر 70 عامًا تعمل في مجال صيد الثعالب.
- سلسلة روايات ماغز وباكستر الغامضة التي تدور أحداثها في نيفادا وتضم ماغز روجرز وهو أحد العاملين السابقين في وول ستريت؛ باكستر كلب الداتشوند ذو الشعر الأسود الخاص بماغز؛ جيب ريد وهي جدة ماغز المالكة للمزرعة وكينغ الراعي الألماني الذي يعمل لدى جيب.
- سلسلة روايات الغموض للسيدة ميرفي هي سلسلة روايات غامضة مريحة عن الحيوانات تدور أحداثها في الجنوب العميق "الجنوب الأمريكي"، شارك في تأليفها سنيكي باي براون، إن القط الناطق الذي استندت إليه السيدة ميرفي في شخصية القط الرئيسية.
-  سلسلة هيلاري تامار للكاتبة سارة كودويل تضم البروفيسورة هيلاري تامار ومجموعة من المحامين الشباب الأذكياء والمعرضين للمشاكل في لندن.
- الشخصية الآنسة ماربل التي ابتكرتها أجاثا كريستي وتظهر في 12 رواية تم تكييفها عدة مرات للسينما والتلفزيون.
- سلسلة "ديكسي هيمنغواي" لبلايز كليمنت التي تروي مغامرات شرطي تحول إلى جليس حيوانات أليفة في سيستا كي في فلوريدا.
- تضم سلسلة روايات الغموض في مقهى كليو كويل مالكة مقهى قرية غرينويتش كلير كوزي التي تتحرى بمساعدة زوجها السابق الباحث عن القهوة وموظفيها من الباريستا الغريبين.
- سلسلة المحققين ديزي دالريمبل للكاتبة كارولا دان عن ديزي دالريمبل وزوجها "الشرطي" رئيس المباحث أليك فليتشر. تحدث العديد من جرائم القتل في المنازل الريفية الأرستقراطية التي تزورها ديزي لكتابة مقالات عنها في إطار عملها في عشرينات القرن الماضي كصحفية "المرأة حديثة"، يظهر طاقم الممثلين المعتاد من أفضل الأصدقاء والأقارب في أدوار قصيرة وكذلك أعضاء فريق المحققين المخلصين لأليك والذين يكونون دائمًا إلى جانب ديزي عندما يحاول أليك إبعادها عن القضية.
- روايات جوان فلوك عن هانا سوينسن وهي خبازة شابة ومحققة هاوية تعيش في مدينة بحيرة إيدن الخيالية في مينيسوتا وتتضمن الروايات وصفات للخبز.
- رواية " Out on a Limb " لكارولين جوردان تدور حول بحث يائس عن شابة اختفت في ظروف غامضة من حديقة جبال غريت سموكي الوطنية خلال اجتماع لعالمي أحياء ونباتات مشهورين عالميًا، المحققان الهواة العرضيين في منتصف العمر هم ممرضة في الرعاية الصحية المنزلية وحارس في الحديقة.
- تتحدث روايات السيد والسيدة نورث لفرانسيس وريتشارد لوكريدج عن زوجين عاديين يعيشان في قرية غرينويتش مع قططهما جين وشيري ومارتيني ويحلان الألغاز.

### التلفاز
- "هيتي وينثروب تحقق" هي دراما إنجليزية من بطولة باتريشيا روتليدج في دور المتقاعدة المسنة التي تحل الألغاز حول حي لانكشاير الذي تعيش فيه.
- "كتبت جريمة قتل" مسلسل أمريكي بطولة أنجيلا لانسبري بدور جيسيكا فليتشر وهي كاتبة روايات غامضة تجد أن عملها غالبًا ما يكون له أوجه تشابه مع حياتها الخاصة.
- "فطيرة في السماء" هو مسلسل تلفزيوني بريطاني غامض يجمع بين التجسس والطبخ. يدير أحد محققي الشرطة والذواقة مطعمه الخاص أثناء حل الجرائم.
- "روزماري وزعتر" هو مسلسل تلفزيوني بريطاني من نوع الغموض يجمع بين تحقيق الهواة العرضي والبستنة، تم تعديل بعض الحلقات وتوسيعها لتصبح روايات كاملة.
- "الأب براون" هو مسلسل تلفزيوني بريطاني تدور أحداثه في أوائل الخمسينات من القرن الماضي ويتمحور حول الشخصية الرئيسية التي تحمل نفس الاسم وهي من تأليف ج. ك. تشستيرتون وهو كاهن في قرية صغيرة يعمل أيضًا كمحقق هاوٍ.
- غرانتشستر هو مسلسل تلفزيوني بريطاني تدور أحداثه في الخمسينات من القرن الماضي في قرية غرانتشستر في كامبريدجشير مع القس الأنجليكاني سيدني تشامبرز ثم النائب ويليام دافنبورت، كلاهما يطورون نشاطًا جانبيًا في التحقيق بمساعدة المفتش المحقق جوردي كيتنغ وذلك استنادًا إلى روايات "غرانتشستر" من تأليف جيمس رونسي.
- "أجاثا رايسين" هو مسلسل تلفزيوني بريطاني يحمل نفس الاسم من تأليف إم. سي. بيتون، تتناول القصة قصة امرأة متوسطة العمر ومضطربة، كانت وكيلة علاقات عامة في لندن قبل أن تنتقل إلى كارسلي في كوتسوولدز عندما باعت شركة العلاقات العامة الخاصة بها في مايفير وتقاعدت مبكرًا لكنها أنشأت لاحقًا وكالة تحريات خاصة لحل الجرائم وجرائم القتل.
- "شركاء في الجريمة" هو مسلسل تلفزيوني بريطاني تدور أحداثه في الخمسينات من القرن الماضي وتحديدًا في عصر الحرب الباردة ضد ستالين؛ حيث تقوم عائلة بوظائفها اليومية بينما تحل الجرائم في نفس الوقت، استنادًا إلى قصص شركاء في الجريمة "العدو الغامض ون أو م؟" بقلم أجاثا كريستي.
- "ألغاز السيدة بلانك" هو مسلسل تلفزيوني بريطاني يدور حول تاجرة تحف في تشيشير تُدعى جان وايت التي تساعد في حل مجموعة متنوعة من الألغاز والوفيات في القرية الخيالية سانت فيكتوار في جنوب فرنسا.
- "ألغاز الأخت بونيفاس" هو مسلسل تلفزيوني بريطاني يدور حول راهبة كاثوليكية في دير سانت فنسنت في بلدة تدعى غريت سلاوتر الخيالية في كوتسوولدز، بالإضافة إلى واجباتها الدينية في الدير تقوم بصنع النبيذ وهي حاصلة على درجة الدكتوراه في علم الأدلة الجنائية مما يسمح لها بالعمل كمستشارة علمية للشرطة المحلية في التحقيقات.

### إذاعة
- تم وصف التعديلات الإذاعية لـ لغز تشارلز باريس بأنها "جريمة مريحة".

## ايضًا
- الكارثة المريحة

## للمزيد من القراءة
"مرحبًا بكم في قسم الأفلام والتلفزيون في قائمة الغموض المريحة!". قائمة الغموض المريحة: دليل الكتب وأقراص الفيديو الرقمية (DVD) الغامضة المريحة (والمفضلة الأخرى).